# Deokso (métro de Séoul)
Deokso  (hangeul : 덕소 ; hanja : 德沼) est une station de passage de la ligne Gyeongui-Jungang du métro de Séoul. Elle est située au 56 Deokso-ro, Wabu-eup, dans la ville Namyangju, sur le territoire de la province Gyeonggi, à l'est de Séoul en Corée du Sud. 

## Situation sur le réseau

Plan du réseau du métro de Séoul (2023)

Établie en surface, Deokso, est une station de passage de la ligne Gyeongui-Jungang du métro de Séoul : elle est située entre la station Yangjeong, en direction du terminus ouest Munsan, et la station Dosim, en direction du terminus est Jipyeong.